# Gyárdűlő
Gyárdűlő Budapest egyik városrésze a X. kerületben.

## Fekvése
Budapest-Kőbánya délnyugati részén helyezkedik el. Határai: a Mázsa tértől a MÁV szolnoki vasútvonala – Száva utca – Üllői út - a MÁV hegyeshalmi vonala – Kőbányai út a Mázsa térig.

## Történelme

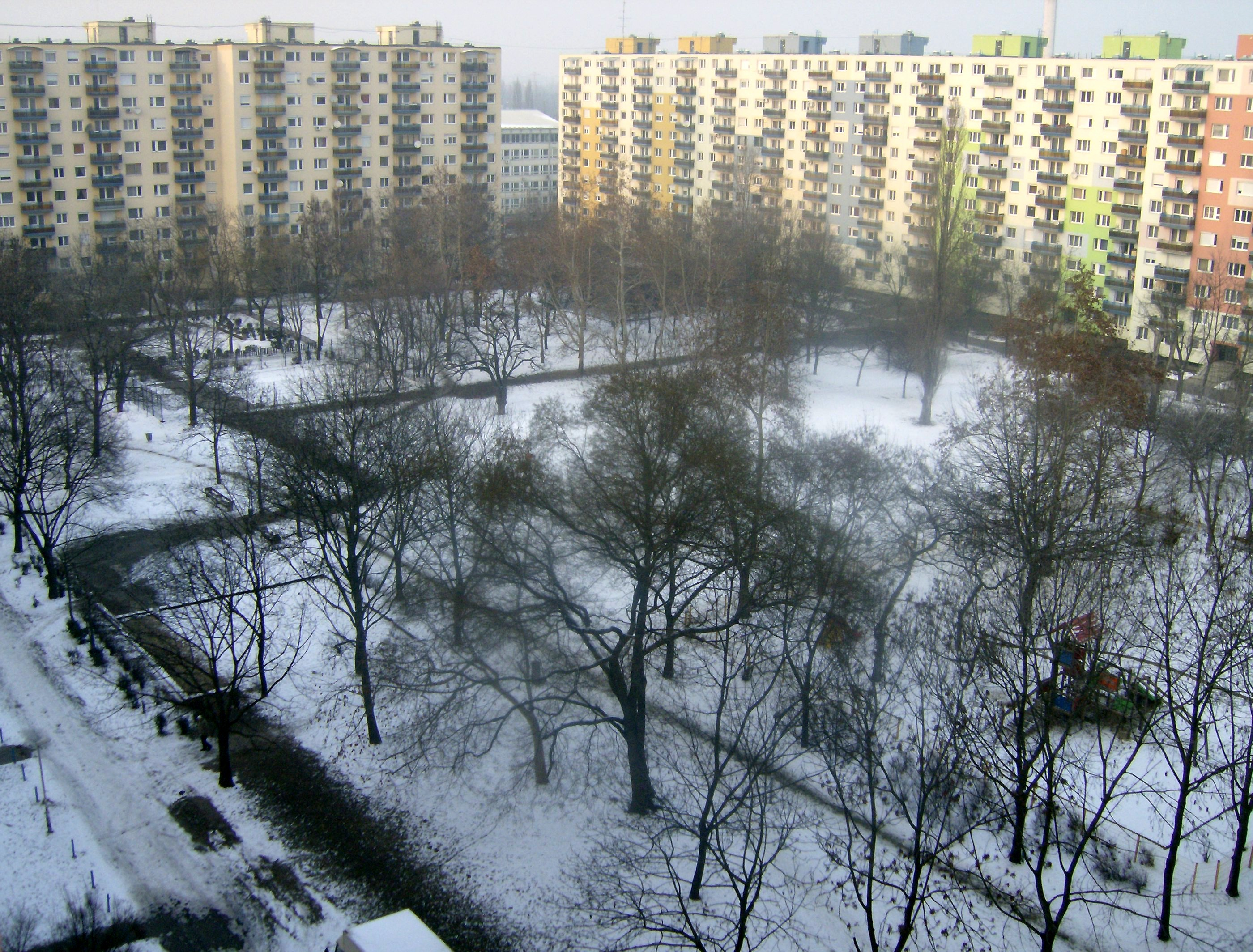
A második, panelházas lakótelep

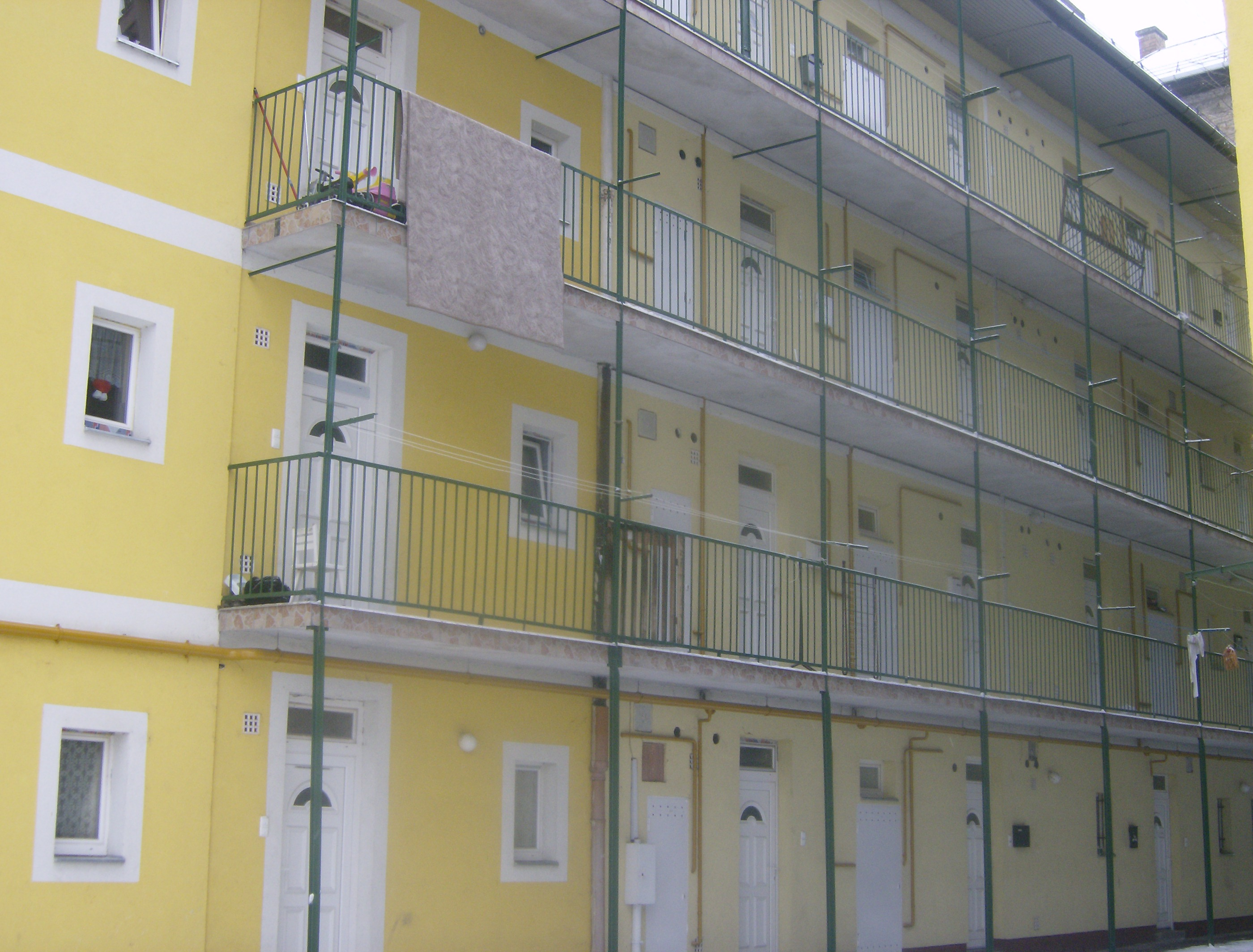
A Bihari út 8/c alatt található szükséglakás-épület, 1932-ben épült

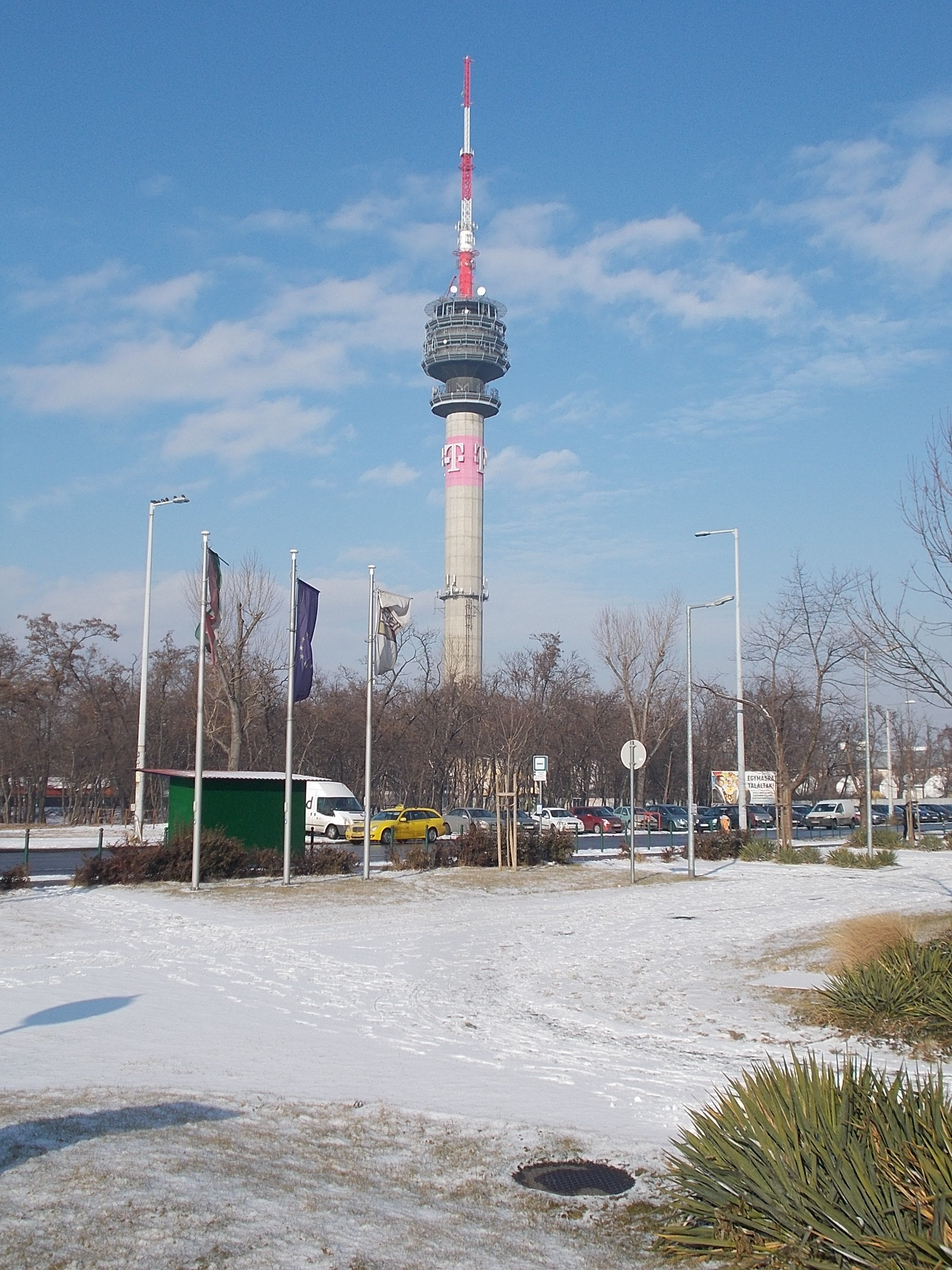
A Száva utcai adótorony

1873-ban kapta a nevét a városrész, a környéken létesült gyárakról.
Történelmét a mai Mázsa tér környékén épült sertéspiac indította meg, amelyet 1861-ben adtak át, egy 20 holdas területen. Fokozatosan innen látták el egész Budapest sertésfogyasztását, hiszen a környéki gazdák ide hozták hízósertéseiket eladásra. A következő egy-két évtizedben a piac vonzáskörzete egyre bővült, az egész magyarországi, szerbiai, romániai sertésforgalom központjává vált, sőt, 1896-ban Bécs sertéshúsimportjának (évi 362 000 sertés) csaknem kétharmada (234 000 sertés) a kőbányai piacról származott; egész Európában ismert lett. Ekkor már különböző létesítményeket, úgynevezett sertésállásokat is építettek az állatok további hizlalására. Mintegy 100 000 hízót tarthattak egyszerre a kőbányai-gyárdűlői telepen, 120 holdnyi területen.
A sertéspiac konjunktúrája ugyanakkor tartott sokáig, ugyanis 1892 májusában felütötte fejét a sertésvész. Ekkor a kormány karantént rendelt el, az állatokat csak budapesti fogyasztásra, azonnali vágással lehetett elvinni. A nyár folyamán rengeteg kényszervágást végeztek, teljesen kiürítették a telepet, viszont a kórban így is csaknem 15 000 sertés pusztult el. Novemberben a telepet fertőtlenítették, decemberben ismét megindult a kereskedelem, ekkor 25 000 sertést tartottak itt egy időben. Hamarosan ismét sertésvész tört ki, ekkor a külföldi piacokon végleg betiltották a kőbányai sertések behozatalát. Utána a piac forgalma visszakorlátozódni kényszerült Budapest ellátására.
A XIX. század végén az iparosodás növekvő üteme Budapestre szívta a falusi lakosságot, amelynek hatására a XX. század elejére drasztikus lakásínség lépett fel. Kőbányán az első szükséglakások 1886-ban épültek. 1911-ben a Ceglédi út 6-26. szám alatti telken 17 kétszintes házat - egyszobás illetve egy szoba-konyhás lakást - építettek. Az 1930-as években a kőbányai lakosság 8-10% százaléka kényszerült szükséglakásokban élni. 1932-ben a Bihari út 8/c címen is felépült egy 216 egyszobás lakást tartalmazó épület, mely a mai napig fennmaradt. A Ceglédi úti szükséglakásokat az 1970-es évek derekára felszámolták.
1955-1958 között a városrész déli oldalán, az Üllői út mentén a Zágrábi utca-Ceglédi út-Száva utca által határolt területen épült a tiszti lakótelep szocreál stílusban, négyemeletes, néhol jellegzetesen íves betonházakkal.
Gyárdűlő második újkori lakótelepe 1977-1979 között épült a Ceglédi úti szükséglakások helyén az V. ötéves terv keretében. Eltérően más városrészek paneltömbjeitől, itt csupán három darab nyolclépcsőházas tízemeletes szalagház épült. (Bihari út, Kékvirág utca, Balkán utca) és egy hat lépcsőházas (Somfa köz), tízemeletes épület található, eltolt négyzet alakban. 1985-1986 között a lakótelep keleti oldalára három darab egy lépcsőházas, szintén tízemeletes lakóház épült. A telepen összesen 1152 lakás található, amelyekben megközelítőleg 3500-an élnek.
1981-re készült el a Ceglédi úti postásszálló, illetve a Zágrábi úti óvoda.